# Melaphe castianeira
Melaphe castianeira är en mångfotingart som beskrevs av Hoffman och Hans Lohmander 1968. Melaphe castianeira ingår i släktet Melaphe och familjen Xystodesmidae. Inga underarter finns listade i Catalogue of Life.